# Płaskowyż Świdnicki
Płaskowyż Świdnicki (343.16), Równina Świdnicka, Równina Łuszczowska – mezoregion fizycznogeograficzny we wschodniej Polsce. Jego tereny stanowi dość płaska równina denudacyjna wymodelowana w marglach kredowych i pozbawiona pokrywy lessowej. Wysokości obniżają się od 230–240 m na południu do 200 m n.p.m. na północy. Powierzchnia 530 km²
Na Płaskowyżu Świdnickim, na wysokości 215 m n.p.m. położone jest miasto Świdnik. Leży tu też (częściowo) Lublin oraz miasta Łęczna i Piaski, ponadto wieś gminna Mełgiew. 